# Lola T100
La Lola T100 è una monoposto costruita dalla britannica Lola e utilizzata dalla scuderia tedesca BMW per partecipare al campionato mondiale di Formula 1 1967.
La vettura, creata seguendo le specifiche tecniche e per essere impiegata in Formula 2, è stata utilizzata dal team tedesco Bayerische Motoren Werke nel Gran Premio di Formula 1 di Germania del 1967. Progettato dall'ingegnere Eric Broadley, la T100 è stata guidato dagli inglesi David Hobbs e Brian Redman. Una versione adattata ai regolamenti tecnici della Formula 1 è anche affidata al tedesco Hubert Hahne.